# HC Odorheiu Secuiesc
HC Odorheiu Secuiesc (în maghiară Székelyudvarhelyi Kézilabda Club, abreviat deobicei SzKC) a fost o echipă profesionistă de handbal masculin din Odorheiu Secuiesc. Ea are în palmares un titlu de vicecampioană a României.

## Istorie
Clubul Sportiv Handbal Club Odorheiu Secuiesc a fost înființat în anul 2005, și a fost construit pe baza echipei de juniori ai Clubului Sportiv Școlar care a câștigat titlul național în ediția 2004-2005. Din anul 2006 denumirea clubului a fost schimbată în Handbal Club Odorheiu Secuiesc. Prin înscrierea echipei în Divizia A, a campionatului național, Odorheiu Secuiesc, unde handbalul are tradiție încă din anii 1930, vrea să revină în elita handbalului românesc. Pe parcursul anilor, la echipa din Odorhei au jucat: Sándor Nagy, Ernő Páhán și Ferenc Danis, componenți ai lotului național în anii 50, Árpád Barabás, Zoltán Csavar, Csaba Bartók sau Ferenc Ilyés.
În ediția de campionat 2005/2006 echipa a evoluat în seria de vest a Diviziei A, ocupând locul șase. Lotul echipei era alcătuit numai din jucători tineri, cu vârsta cuprinsă între 18-20 de ani, având cinci jucători la lotul de tineret și un jucător la lotul de juniori. Echipa joacă partidele de pe teren propriu în Sala Sporturilor din Odorheiu Secuiesc, cu o capacitate de 1.300 de locuri. Pe parcursul campionatului a fost realizată szkc.ro pagina de web a clubului, precum și o emisiune TV de 30 de minute, intitulată Magazin de Handbal, difuzată pe postul local și la 12 posturi din județul Harghita.
Pentru ediția de campionat 2006/2007, obiectivul stabilit de către conducerea clubului a fost promovarea în Liga Națională. Pentru îndeplinirea acestui obiectiv lotul a fost întărit cu patru jucători cu experiență. Totodată, în colaborare cu Clubul Sportiv Școlar, au înscris cu patru echipe în campionatele de juniori, pentru a asigura în continuare jucători tineri pentru echipa de seniori. La sfârșitul campionatului, HC Odorhei a câștigat seria C cu 21 de victorii și trei înfrângeri.
Pentru ediția de campionat 2007/2008, obiectivul stabilit de către conducerea clubului a fost menținerea echipei în Liga Națională. Pentru îndeplinirea acestui obiectiv a fost numit în funcția de antrenor Constantin Ștefan (campion național cu Dinamo București), iar lotul a fost întărit cu zece jucători cu experiență. Echipa a întrecut mult așteptările, în toamnă fiind liderul Ligii Naționale după etapa a șaptea, iar în final clasându-se pe locul șase. Totodată, echipa a doua, bazată pe tinerii din zonă, a fost înscrisă în Divizia A.
Pentru ediția de campionat 2008/2009, obiectivul stabilit de către conducerea clubului a fost calificarea într-o cupă europeană și calificarea în semifinala Cupei României. Obiectiv pentru care au fost legitimați încă șase sportivi.

## Palmares
- Liga Națională:
  - Locul 2: 2011
  - Locul 3: 2012, 2013

- Cupa Challenge:
  -  Câștigători: 2015